# Rimi Natsukawa
Rimi Natsukawa (jap. 夏川 りみ, Natsukawa Rimi; * 9. Oktober 1973 in Ishigaki, Präfektur Okinawa, Japan, als Rimi Kaneku (兼久 りみ, Kaneku Rimi)), bürgerlich: Rimi Tamaki (玉木 りみ, Tamaki Rimi), ist eine japanische Folk-Sängerin von den südjapanischen Ryūkyū-Inseln.

## Leben und Wirken
Rimi Natsukawas Repertoire reicht von den traditionellen Ryūkyū-Liedern Okinawas bis hin zu englischen oder japanischen Liedern; sie vermischt traditionell-ethnische Elemente ihrer Heimat mit modernen Musikelementen. Diese Mischung erfreut sich in Japan höchster Popularität – ihr Lied Nada Sōsō lag zwischenzeitlich mehrere Monate auf dem dritten Platz der japanischen iTunes-Liste.
Ihr Debüt hatte sie 1989 mit der Single Shihori beim Label Pony Canyon unter dem Künstlernamen Misato Hoshi (星 美里, Hoshi Misato).
Ihr 2005 erschienenes Album Natsukawa Rimi Single Collection Vol. 1 wurde 2006 mit dem Nihon Record Grand Prize ausgezeichnet. 
2019 und 2020 war er für den Werbesong und die Erzählung für die Kampagne „One Day One Chimugukuru“ der Präfektur Okinawa (ausgestrahlt vom Ad Council Japan) verantwortlich.

## Privates
Sie heiratete am 1. Januar 2009 den Schlagzeuger Masaaki Tamaki.

## Diskografie

### Studioalben
| Jahr | Titel                                                                      | Höchstplatzierung, Gesamtwochen, AuszeichnungChartsChartplatzierungen (Jahr, Titel, Platzierungen, Wochen, Auszeichnungen, Anmerkungen) | Anmerkungen                              |
| Jahr | Titel                                                                      | JP | Anmerkungen                              |
| ---- | -------------------------------------------------------------------------- | --- | ---------------------------------------- |
| 2002 | Tida: Tida Kaji nu Umui (てぃだ～太陽・風ぬ想い～) Sun: Sun, Wind Thoughts | JP24 Gold · (120 Wo.)JP | Erstveröffentlichung: 21. September 2002 |
| 2003 | Sora no Keshiki (空の風景) A View of the Sky                               | JP39 Gold · (47 Wo.)JP | Erstveröffentlichung: 26. März 2003      |
| 2004 | Kaze no Michi (風の道) Wind Road                                           | JP36 (13 Wo.)JP | Erstveröffentlichung: 22. September 2004 |
| 2005 | Ayakaji no Ne (彩風の音) The Sound of Colored Wind                         | JP48 (8 Wo.)JP | Erstveröffentlichung: 23. November 2005  |
| 2007 | Umui Kaji (想い風) Thought Wind                                            | JP76 (4 Wo.)JP | Erstveröffentlichung: 9. März 2007       |
| 2009 | Kokoro no Uta (ココロノウタ) Songs of the Heart                            | JP77 (3 Wo.)JP | Erstveröffentlichung: 18. März 2009      |
| 2011 | Nuchigusui Mimigusui (ぬちぐすい みみぐすい)                               | JP69 (5 Wo.)JP | Erstveröffentlichung: 9. März 2011       |
| 2014 | 虹 Rainbow                                                                 | JP137 (1 Wo.)JP | Erstveröffentlichung: 18. Juni 2014      |
| 2019 | 美らさ愛さ Beauty and Loveliness                                           | JP182 (4 Wo.)JP | Erstveröffentlichung: 18. August 2019    |
| 2021 | あかり Light                                                               | JP164 (2 Wo.)JP | Erstveröffentlichung: 3. März 2021       |
| 2022 | 会いたい ～かなさんどぉ～ I Want to Meet You ~Kana-sando~                  | JP95 (2 Wo.)JP | Erstveröffentlichung: 22. Juni 2022      |

### Kompilationen
| Jahr | Titel | Höchstplatzierung, Gesamtwochen, AuszeichnungChartsChartplatzierungen (Jahr, Titel, Platzierungen, Wochen, Auszeichnungen, Anmerkungen) | Anmerkungen                             |
| Jahr | Titel | JP | Anmerkungen                             |
| ---- | --- | --- | --------------------------------------- |
| 2004 | Okinawa no Kaze (沖縄の風) Okinawan Wind                                                                             | JP32 Gold · (49 Wo.)JP | Erstveröffentlichung: 25. Februar 2004  |
| 2005 | Rimi Natsukawa Single Collection Vol. 1 (夏川りみ Single Collection Vol. 1)                                          | JP13 Gold · (81 Wo.)JP | Erstveröffentlichung: 16. März 2005     |
| 2006 | Rimits: Best Duet Songs (Rimits ～ベスト・デュエット・ソングス～) Besuto Duetto Songusu                              | JP80 (4 Wo.)JP | Erstveröffentlichung: 22. März 2006     |
| 2008 | Ai no Uta: Self-Selection Best (あいのうた ～セルフセレクション・ベスト～) Love Songs                                | JP40 (8 Wo.)JP | Erstveröffentlichung: 19. März 2008     |
| 2009 | Okinawa Uta: Chikyū no Kaze o Kanjite (おきなわうた ～琉球の風を感じて～) Okinawan Songs: Feel the Wind of the Earth | JP158 (3 Wo.)JP | Erstveröffentlichung: 25. November 2009 |
| 2012 | Best Songs | JP124 (5 Wo.)JP | Erstveröffentlichung: 25. Januar 2012   |
| 2016 | Rimi Natsukawa Taiwan Selection ~Best Collection 2016~ (夏川りみ台湾精選 ～Best Collection 2016～)                   | — | Erstveröffentlichung: 16. März 2016     |

### Coveralben
| Jahr | Titel | Höchstplatzierung, Gesamtwochen, AuszeichnungChartsChartplatzierungen (Jahr, Titel, Platzierungen, Wochen, Auszeichnungen, Anmerkungen) | Anmerkungen                               |
| Jahr | Titel | JP | Anmerkungen                               |
| ---- | --- | --- | ----------------------------------------- |
| 2002 | Minamikaze (南風) South Wind                                                                              | JP37 Gold · (155 Wo.)JP | Erstveröffentlichung: 21. März 2002 EP    |
| 2003 | Famureuta (ファムレウタ ～子守唄～) Lullaby                                                               | JP25 (17 Wo.)JP | Erstveröffentlichung: 22. Oktober 2003 EP |
| 2007 | Uta Sagashi: Request Cover Album (歌さがし ～リクエストカバーアルバム～) Song Search: Request Cover Album | JP19 (17 Wo.)JP | Erstveröffentlichung: 21. November 2007   |
| 2010 | Uta Sagashi: Asia no Kaze (歌さがし～アジアの風～) Song Search: Asian Wind                                | JP108 (2 Wo.)JP | Erstveröffentlichung: 24. Februar 2010    |

### Singles
| Jahr | Titel Album | Höchstplatzierung, Gesamtwochen, AuszeichnungChartsChartplatzierungen (Jahr, Titel, Album, Platzierungen, Wochen, Auszeichnungen, Anmerkungen) | Anmerkungen                                                                                   |
| Jahr | Titel Album | JP | Anmerkungen                                                                                   |
| ---- | --- | --- | --------------------------------------------------------------------------------------------- |
| 1999 | Yūbae ni Yurete (夕映えにゆれて) Swaying in the Sunset –                                                                        | — | Erstveröffentlichung: 21. Mai 1999                                                            |
| 2000 | Hana ni Naru (花になる) Become a Flower –                                                                                       | — | Erstveröffentlichung: 23. Februar 2000                                                        |
| 2001 | Nada Sōsō (涙そうそう) Great Tears Are Spilling Minamikaze/Tida: Tida Kaji nu Umui                                              | JP8 ×3Platin + Dreifachplatin (Klingelton) · (232 Wo.)JP                                                                                       | Erstveröffentlichung: 23. März 2001 · + JP: Platin (Mobile Downloads), + JP: Gold (Downloads) |
| 2003 | Michishirube (道しるべ) Signpost Sora no Keshiki                                                                                | JP47 (7 Wo.)JP | Erstveröffentlichung: 19. März 2003                                                           |
| 2003 | Tori yo (鳥よ) Bird – | JP47 (7 Wo.)JP | Erstveröffentlichung: 27. August 2003                                                         |
| 2003 | Warabigami (Yamatoguchi) (童神～ヤマトグチ～) Little God (Standard Japanese) Famureuta                                          | JP16 (30 Wo.)JP | Erstveröffentlichung: 29. September 2003                                                      |
| 2004 | Nada Sōsō (Special Edition) (涙そうそう) –                                                                                      | — | Erstveröffentlichung: 23. März 2004                                                           |
| 2004 | Kana yo Kana yo (愛よ愛よ) Love Love Kaze no Michi                                                                              | JP39 (13 Wo.)JP | Erstveröffentlichung: 21. Juli 2004                                                           |
| 2004 | Kokoro Tsutae (ココロツタエ) Heart Report Ayakaji no Ne                                                                         | JP47 (36 Wo.)JP | Erstveröffentlichung: 16. Dezember 2004                                                       |
| 2005 | Sayōnara Arigatō (さようなら ありがとう) Good-Bye, Thank You Ayakaji no Ne                                                      | JP44 (6 Wo.)JP | Erstveröffentlichung: 2. November 2005                                                        |
| 2005 | Hug Shichao (ハグしちゃお) Tightly Hug –                                                                                        | JP78 (4 Wo.)JP | Erstveröffentlichung: 21. Dezember 2005                                                       |
| 2006 | Sayōnara Arigatō (Ama no Kaze) / Mirai (さようなら ありがとう～天の風～/未来) Good-Bye, Thank You (Sky Wind) / Future Umui Kaji | JP30 (9 Wo.)JP | Erstveröffentlichung: 23. August 2006                                                         |
| 2007 | Furusato (フルサト) Home Town Umui Kaji                                                                                         | JP53 (5 Wo.)JP | Erstveröffentlichung: 7. Februar 2007                                                         |
| 2008 | Ano Hana no Yō ni (あの花のように) Like That Flower Ai no Uta: Self-Selection Best                                              | JP94 (7 Wo.)JP | Erstveröffentlichung: 23. Januar 2008                                                         |
| 2008 | Inochi no Oto / Daijōbu Daijōbu (いのちの音 / だいじょぶ、だいじょうぶ) Sound of Life / I’m Okay, I’m Okay Kokoro no Uta        | JP116 (2 Wo.)JP | Erstveröffentlichung: 23. Juli 2008                                                           |
| 2011 | ゆりかごのうた Cradle Song – | JP109 (4 Wo.)JP | Erstveröffentlichung: 9. Februar 2011                                                         |
| 2011 | あすという日が Tomorrow Is the Day –                                                                                            | JP95 (10 Wo.)JP | Erstveröffentlichung: 21. September 2011                                                      |
| 2016 | あしたの子守唄 Tomorrow’s Lullabies –                                                                                           | JP127 (1 Wo.)JP | Erstveröffentlichung: 9. November 2016                                                        |